# GBR (rete televisiva)
GBR è stata un'emittente televisiva italiana di Roma attiva tra il 1976 e il 2013 in analogico terrestre per gran parte della sua attività e, successivamente, su digitale satellitare.
Nata come stazione radiofonica nel 1974, assurse alla notorietà nazionale nel 1978 quando, battendo sul tempo persino la Rai, fu l'unica emittente a trasmettere in diretta le fasi del ritrovamento del cadavere di Aldo Moro alla fine dei suoi 55 giorni di prigionia.
Quell'eredità ne fece una delle più importanti televisioni private della Capitale e forse d'Italia, posizione consolidata anche grazie alla vicinanza politica delle varie proprietà con i partiti all'epoca al governo (in particolare il Partito Socialista negli anni ottanta), che garantirono alla programmazione presentatori e ospiti di grande notorietà e richiamo pubblicitario.
Con l'avvento dell'inchiesta Mani pulite del 1992-93 e l'arresto di numerosi imprenditori e finanzieri contigui all'area democristiana e socialista, vennero meno pure le risorse economiche ai vari media da questi sovvenzionati, inclusa la stessa GBR, la quale subì di conseguenza un drastico ridimensionamento.
Dichiarata fallita nel 1996, rinacque con alterne fortune su piattaforma satellitare con una nuova proprietà nel 2002 senza mai conoscere tuttavia il successo del suo primo quindicennio d'oro, e nel 2013 cessò definitivamente la sua attività.
A GBR si deve l'emergere di figure che in seguito conobbero notorietà sulle grandi reti televisive nazionali, come Franco Alfano nel giornalismo e Milly Carlucci e Gianni Ippoliti nell'intrattenimento.

## Storia

### Le origini
Il nucleo originario della futura emittente televisiva vide la luce nel 1974 come stazione radiofonica su iniziativa di Giovanni "Gianni” Del Piano, imprenditore titolare a Roma di un esercizio di elettronica di consumo (TeleStore, in via del Tritone) nonché proprietario dei ponti ripetitori che diffondevano nel Lazio da Monte Cavo i segnali di Telemontecarlo e della televisione della Svizzera italiana.
Non esiste una versione univoca – né, tantomeno, definitiva – circa l'origine dell'acronimo GBR: essa viene variamente attribuita alle iniziali dei nomi di Gianni e Bianca Del Piano, all'epoca coniugi (Gianni + Bianca + Radio), oppure alle iniziali in inglese dei colori del logo (in inglese Green, Blue & Red, "verde, blu e rosso"); l'Unità lo attribuiva addirittura agli acronimi in italiano di «giallo, blu e rosso».
Gli uffici della neonata emittente erano in largo del Nazareno, dove già si trovava la sede legale dell'impresa commerciale di Del Piano.

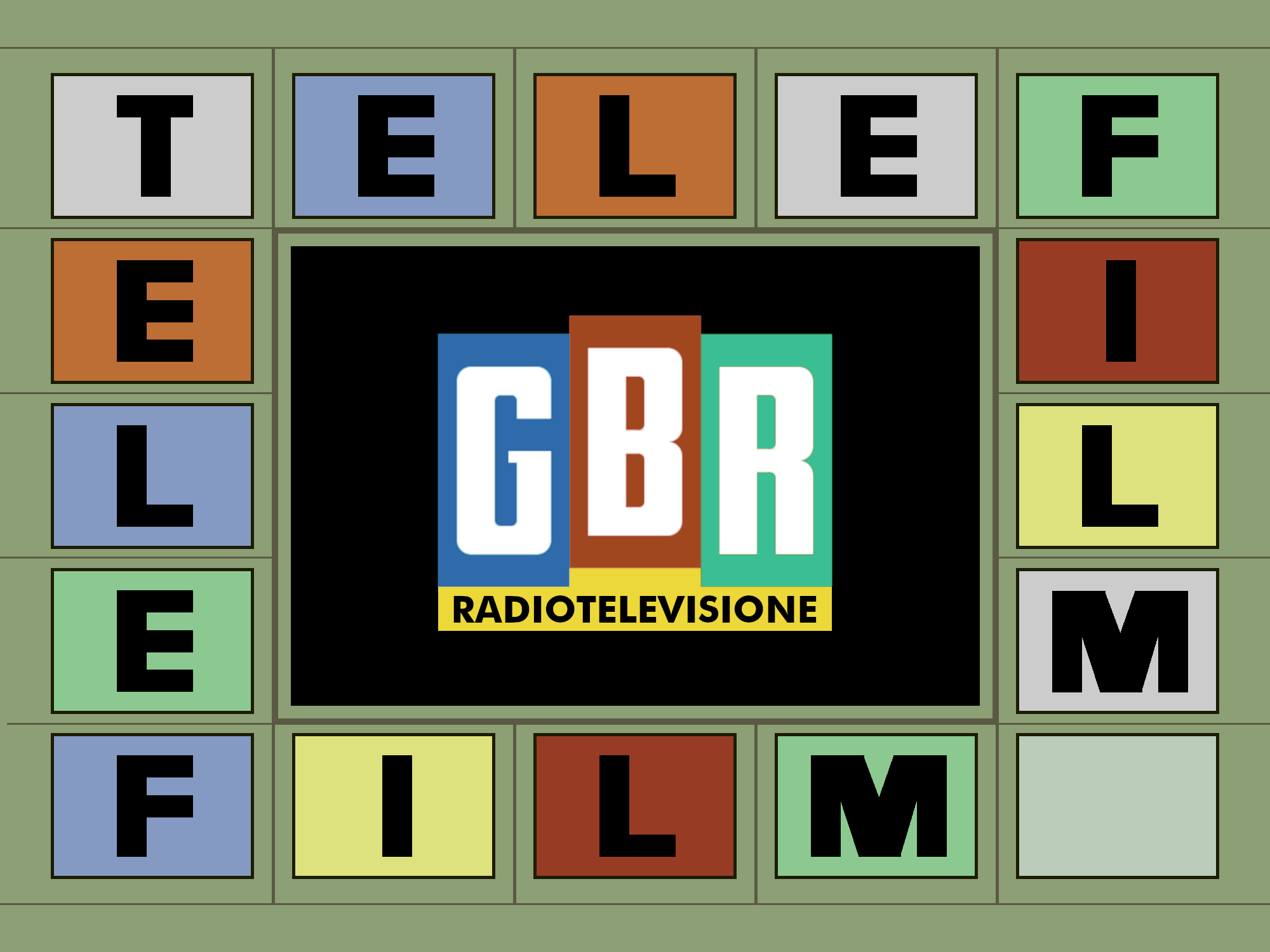
Bumper di GBR delle origini, ricostruito da screenshot originale

GBR Radio trasmetteva in modulazione di frequenza sui 102,5 Mhz dall'ultimo piano dell'Hôtel Cavalieri Hilton a Monte Mario e si avvaleva della collaborazione di Ugo Porcelli, all'epoca personaggio radiofonico della Rai, per reclutare nuove voci che si affermarono come intrattenitori e disc jockey, tra cui Federico Biagione, Milly Carlucci, Viviana Antonini e altri.
Già nel 1976, tuttavia, Del Piano si era orientato verso la più remunerativa televisione e la radio — nel frattempo ribattezzata Antenna Italia — che, diretta da Marcello Casco, aveva avviato iniziative di syndication con vari operatori nazionali tra i quali la famiglia Marcucci (Elefante TV e in seguito Videomusic), fu progressivamente abbandonata e di fatto dismessa a inizio anni ottanta.
Nel 1982 la frequenza fu ceduta a Radio Radicale la quale, trasmettendo sui 102,2, colse l'occasione per unificare le trasmissioni sui 102,4 MHz sui quali tuttora emette.
La televisione, annunciata nel luglio 1976 come Telestore Videocolor Service dal nome dell'attività di Del Piano e accreditata quale prima emittente privata a colori, iniziò le trasmissioni il 1º agosto successivo.
Essa sorgeva in una struttura multifunzione chiamata Spazio Parco al civico 8062 di via Trionfale — nelle vicinanze del forte omonimo — che ospitava, oltre che l'effimera radio, anche gli studi di registrazione a uso di altre emittenti radiotelevisive del gruppo Marcucci, proprietario dell'area, e divennero il centro di produzione per il proprio telegiornale (il Video Giornale), alla cui guida fu chiamato un giovane Franco Alfano che fu una delle persone che contribuì alla notorietà della rete anche oltre l'ambito cittadino.
Nel 1977 GBR fu oggetto di interesse commerciale da parte dell'imprenditore filo-democristiano Gaetano Rebecchini (secondo il giornalista Vito Di Dario l'interesse si concretizzò con l'ingresso nella proprietà), che vantava nel proprio ramo familiare anche un sindaco di Roma, in quanto l'emittente mostrava vicinanza ideologica al maggior partito di governo dell'epoca.
Benché la neonata stazione, non diversamente da molte sue consorelle dell'etere televisivo locale non solo romano, si fosse fatta un nome tramite ricorso anche a programmazioni notturne improntate all'erotismo — messa in onda dopo l'orario di fine trasmissioni di film vietati ai minori di 18 anni quando non direttamente autoproduzioni di spettacoli di striptease puntualmente oggetto di denuncia e censura giudiziaria per oltraggio al pudore — in un secondo momento si distaccò dal cliché di emittente corsara in cerca di notorietà solo tramite la pubblicità negativa degli scandali erotici.
Ciononostante, ancora nel 1978 andava in onda una — invero, poco credibile agli occhi dei cultori della disciplina — rubrica di hatha yoga nella quale una giovane allieva in topless eseguiva le posizioni ordinate da un maestro dai chiari tratti nordici o anglosassoni e dall'accento straniero.
Sul fronte generalista, invece, il palinsesto presentava un mix di giovani promesse come Viviana Antonini affiancate a noti artisti come Franco Latini, con lei impegnato in uno spettacolo d'intrattenimento destinato ai bambini; Michele Gammino, conduttore di un videoquiz; Maurizio Arena, titolare di una rubrica periodica.
Nel palinsesto apparvero anche produzioni relativamente recenti che la Rai non mandava più in onda, come la nota serie televisiva statunitense Tony e il professore.

### Lo scoop di via Caetani
Il salto di qualità di GBR avvenne in concomitanza con le ultime battute di uno degli episodi più cupi della storia della Repubblica, il rapimento e l'assassinio di Aldo Moro, all'epoca presidente della Democrazia Cristiana, a opera delle Brigate Rosse.

Franco Alfano nel 1978 a GBR

Intorno a mezzogiorno del 9 maggio 1978 il direttore del Video Giornale Franco Alfano fu avvertito telefonicamente dal collega Giorgio Laskaraky del Tempo della presenza di un veicolo sospetto e di artificieri in via Michelangelo Caetani, strada del centro di Roma in prossimità di largo di Torre Argentina e traversa di via delle Botteghe Oscure, sede dell'allora Partito Comunista Italiano.
Alfano si recò precipitosamente sul posto disponendo, tramite il radiotelefono di cui la sua vettura era equipaggiata, di aprire la diretta televisiva e di avere un cameraman sul posto.
Giunto a via Caetani riuscì a forzare il primo cordone di sicurezza formato da finanzieri, mentre persino la troupe della Rai di Paolo Frajese giunse troppo tardi per avvicinarsi.
Una volta passato trovò Valerio Leccese — il più vicino degli operatori di ripresa a intervenire — insieme a cui entrò in uno stabile e salì al primo piano, convincendo il portiere a non mandarli via e guadagnando un punto di osservazione privilegiato tramite una finestra che si affacciava sulla scena degli artificieri che stavano lavorando sulla Renault 4 nel cui bagagliaio si rivelò in effetti trovarsi il cadavere di Aldo Moro.
Leccese iniziò le riprese, documentando tutte le operazioni di ritrovamento e di identificazione del corpo mentre Alfano trasmetteva in voce la cronaca degli avvenimenti.
Bruno Vespa in seguito scrisse di aver considerato «uno schiaffo professionale forte» l'essere stati battuti sul tempo da una televisione locale.
Alfano raccontò di avere ricevuto, in quella stessa serata, i complimenti di Frajese per lo scoop, che nell'occasione tuttavia si dichiarò non convinto che il portiere di via Caetani avesse permesso l'accesso allo stabile alla troupe di GBR senza ottenere alcun compenso.
Lo stesso Alfano, un anno dopo, entrò in Rai e divenne vicedirettore del TG2 e direttore generale della TV sanmarinese.
Non avendo un servizio proprio, la Rai chiese la videoregistrazione della diretta, che GBR le concesse a titolo gratuito con l'unica condizione che rimanesse ben visibile, in basso a destra, l'immagine del proprio logo che fu quindi trasmesso su tutti i telegiornali dell'emittente di Stato consegnando la rete alla notorietà nazionale.
Il sociologo Fausto Colombo, nel suo Il paese leggero (2012) identifica tale episodio come uno spartiacque nella storia della comunicazione di massa in Italia, ovvero il passaggio definitivo da un'informazione di tipo burocratico e istituzionale legata a pochi centri ufficialmente riconosciuti — la Rai, la grande stampa, tipici dello scenario pre-riforma del 1975 in cui il controllo sull'emittenza televisiva era governativo e non parlamentare — a una in presa diretta e la cui produzione è concorrenziale, non più tenuta a sottomettersi a diritti di primogenitura di soggetti preesistenti: da quel momento avrebbe vinto la gara dell'informazione il primo a dare la notizia indipendentemente dal suo rango e il suo passato.

### Il periodo d'oro

Daniela De Martino, Ania Pieroni e Marta Marzotto negli studi di GBR (1988)

Nei primissimi anni ottanta Del Piano riprese i contatti con i Marcucci, che nel frattempo avevano lanciato Elefante, abbozzo di syndication che nella Capitale deteneva la proprietà di Tele Urbe, e che programmavano la creazione della prima piattaforma nazionale con contenuti forniti direttamente dalle singole televisioni consorziate tramite il proprio nuovo marchio Canale 2000, varato nel 1982.
GBR, con i suoi due storici canali UHF 33 (Monte Mario) e 47 (Monte Guadagnolo), fece parte di tale consorzio e nelle intenzioni dei Marcucci e di Del Piano l'emittente romana avrebbe dovuto essere una delle più importanti del nuovo canale, tanto da ipotizzare che questo, a regime, avrebbe dovuto assumere il nome di GBR Canale 2000.
Tuttavia il progetto finì nel nulla e il 31 marzo 1984 fu definitivamente abbandonato con la chiusura di Canale 2000 e la nascita, su quelle stesse frequenze, di Videomusic da un'idea della giovane erede dei Marcucci, Marialina.
A quel punto Del Piano si disimpegnò completamente dall'emittente, che abbandonò anche la sede di via Trionfale per ridimensionarsi in locali più piccoli dalle parti di via Veneto e andò incontro a una crisi finanziaria risolta dall'intervento di Vincenzo Balzamo, tesoriere del Partito Socialista, che rilevò GBR per rivenderla a Cine Tv Roma Srl, azienda vicina al PSI.
La nuova proprietà insediò alla direzione del canale la romana Ania Pieroni, da qualche anno sentimentalmente legata a Bettino Craxi.
La nuova direttrice spostò la sede della televisione ai Parioli, in via Panama 11, nelle immediate vicinanze di piazza Ungheria, e, come richiestole, riuscì a disegnare una programmazione d'alto profilo assicurandosi presentatori di sicuro affidamento: Gianni Ippoliti, per esempio, ideò per la rete e condusse un talent-show ante-litteram, Provini, che qualche anno dopo portò in Rai con lo stesso nome.
Ancora, avvantaggiandosi dal fatto di provenire da una famiglia della borghesia romana, Pieroni riuscì a portare in studio, spesso senza compenso, nomi noti della società e della cultura come l'architetto Paolo Portoghesi e sua moglie Giovanna Massobrio, cui affidò la conduzione di un salotto televisivo insieme a Marta Marzotto (L'Italia di Marta Marzotto) al quale parteciparono personalità come Adelina Tattilo (editrice di Playboy in italiano), Lina Sotis, Dario Bellezza e persino nomi improbabili come Enrico Manca, all'epoca presidente della Rai, ovvero di un'azienda concorrente ai cui dipendenti era fatto divieto (per disposizione dello stesso Manca) di accettare inviti ad apparire su altre emittenti senza permesso.
Tra gli altri nomi destinati alla notorietà nei loro rispettivi settori professionali figurano Monica Leofreddi, curatrice di una rubrica sportiva, la psicologa Maria Rita Parsi, la futura giornalista Rai Alda D'Eusanio, il conduttore Enrico Papi; tale assortimento di personalità e varietà di programmi fece sì che GBR divenisse la prima televisione privata romana in termini di ascolto.
Ad assicurare la circolazione dei programmi su tutta la penisola contribuì anche l'entrata nel 1988 nella syndication Cinquestelle che garantiva una centralizzazione degli introiti pubblicitari tramite la Sipra e lo sfruttamento di parte del repertorio Rai tramite la Sacis.

### Il fallimento
La situazione economica di GBR iniziò a destare allarme quando Ania Pieroni intrecciò nel 1991 una relazione con Osman Mancini, fiduciario del PSI nella rete e direttore del telegiornale; Craxi impose a Mancini le dimissioni da GBR scavalcando Pieroni, che si era rifiutata di licenziarlo, e si oppose al suo ritorno alla televisione nonostante la minaccia di lei di interrompere definitivamente la relazione con il leader socialista, cosa che avvenne.
Quella che sembrava solamente una diatriba sentimentale celava in realtà l'inizio del declino di GBR: di lì a poco si scoprì che i conti dell'emittente, nonostante i grossi introiti pubblicitari, erano in rosso di circa sei miliardi e mezzo di lire dell'epoca (circa 3,3 milioni di euro).
Nel 1995 si venne infatti a sapere che la rete — all'insaputa di Pieroni che si occupava solo della parte artistica e pubblicitaria ma non di quella amministrativa, ai cui margini era stata tenuta — era di fatto una centrale di finanziamento tramite triangolazioni fatte con altre reti televisive o fornitori di servizi e programmi e, quando esplose il caso giudiziario divenuto noto come Mani pulite, che coinvolse praticamente quasi tutti i partiti di governo degli ultimi venticinque anni, segnatamente DC e PSI, GBR finì nell'inchiesta in quanto l'amministratore delegato di Cine Tv Roma, Giorgio Tradati, prestanome di Craxi nella gestione di due conti bancari in Svizzera, dichiarò che la gestione diretta dell'emittente era di fatto in capo all'ex segretario.
Nel 1993 GBR era in vendita all'asta e tra i compratori si era fatta avanti la rete televisiva statunitense Trinity Broadcasting Network di Paul Crouch, telepredicatore pentecostale delle Assemblee di Dio americane, ma l'affare non fu concluso, perché ad acquistare Cine TV Roma con GBR al seguito fu, a inizio 1995, la Teleinvest di Gustavo Spangenberg, imprenditore italo-uruguaiano, e di sua moglie Elisa Marincola di San Floro, giornalista che assunse la direzione di testata; al primo consiglio d'amministrazione tenutosi nel dicembre di quell'anno furono presentati i primi risultati del piano di rilancio, che comprendevano, oltre al rinnovo delle attrezzature e degli studi, anche contratti con i presidenti di Lazio Sergio Cragnotti e Roma Franco Sensi per l'esclusiva locale (in differita integrale) degli incontri delle loro squadre.
Inoltre, da aprile 1995, i dati d'ascolto della rete erano rilevati da Auditel.
Trinity Broadcasting, che due anni prima era rimasto fuori dalla compravendita, entrò in società con Teleinvest scambiandosi con essa quote azionarie di minoranza di Cine TV Roma e permettendole l'ingresso nella proprietà di alcune televisioni che il network cristiano deteneva in Lombardia e Piemonte.
In cambio l'emittente americana sbarcò su GBR con una rubrica religiosa in italiano, Per lodare te.
In quello scorcio di stagione GBR aveva prodotto in proprio alcune trasmissioni sportive come Domenica tutto goal con Marco Liorni e Cristina Bianchino e aveva in esclusiva per l'Italia alcune produzioni televisive di calcio sudamericano, Futbol argentino, Campeonato Carioca e Futbol uruguayo, condotte da Massimiliano Arrichiello, anche cronista delle partite della Lazio per l'emittente.
Per quanto riguarda l'intrattenimento, fu la prima a trasmettere in Italia il manga shōnen Ranma ½ in versione censurata, ed ereditò da Italia 1 la trasmissione WWF Superstars.
Giunse quindi inaspettata la notizia di fallimento emessa il 7 marzo 1996 dal tribunale di Roma: il giudice aveva accolto l'istanza da parte dell'INPS per mancato versamento di circa 170 milioni di contributi a carico di Cine TV Roma laddove aveva concesso una dilazione poche settimane prima per un leasing contratto con BNL.
Al momento della dichiarazione di fallimento l'ascolto di GBR, certificato dall'Auditel, era risalito fino al secondo posto tra le televisioni locali della regione, con un incremento del 72% negli ultimi 8 mesi del 1995.
A seguito del fallimento la licenza di occupazione delle frequenze fu ritirata, e la proprietà di Cine TV Roma (a tale data composta per il 55% da Teleinvest e il restante 45% da Trinity Broadcasting) tentò come prima cosa di chiedere il blocco di tale revoca per poter mantenere il valore di mercato della televisione; una trattativa con Sergio Cragnotti e Franco Sensi per l'acquisto congiunto della rete, accreditata di dover diventare una sorta di canale ufficiale dei club da essi presieduti, sembrava ormai a buon punto ma non si concretizzò.
A luglio, 4 mesi dopo la sentenza di fallimento, il TAR del Lazio bloccò la revoca della licenza di trasmissione e questo diede tempo a Spangenberg di cercare nuovi capitali che potessero far fronte all'indebitamento di circa 7 miliardi di lire: tra i soggetti più accreditati a un ingresso nella proprietà di GBR figuravano Francesco Di Stefano (TVR Voxson e successivamente Europa 7) e Roberto Petrassi, all'epoca socio di minoranza della TV del gruppo Caltagirone Teleregione, ma anche tali presunte manifestazioni d'interesse rimasero senza seguito.
La sospensiva non sortì alcun effetto e la sentenza di fallimento fece il suo corso; la riassegnazione delle frequenze lasciate libere da GBR fu anche oggetto di interrogazione parlamentare nel 1997 all'allora ministro delle comunicazioni Antonio Maccanico in quanto ancora indisponibili ad altri soggetti che ne avevano fatto richiesta.

### Il ritorno e la chiusura definitiva
Una volta non più esistente nell'etere il marchio GBR per decisione dei giudici, l'editore Mariano Amici lo usò per rinominarvi il suo canale Europa TV e, a seguire, per battezzarvi un ulteriore canale, GBR 2.
Agli inizi del millennio il marchio legittimo fu rilevato dal fallimento da Edoardo Caltagirone, fratello del costruttore Francesco Gaetano, tramite la società Sidis Vision, già titolare di altre due televisioni, T9 (nuovo nome della già citata Teleregione) e Teleroma 56.
Caltagirone impose al gruppo Amici, tramite un cease and desist, di abbandonare il marchio GBR; le due televisioni del gruppo rivale GBR e GBR 2 divennero rispettivamente SuperNova e Canale Zero; negli ultimi anni di permanenza sull'analogico terrestre la citata SuperNova occupò proprio il canale UHF 47 già della GBR storica.
Il redivivo marchio GBR comparve per circa 2 anni in coabitazione con quello di Teleroma 56 sulle trasmissioni di quest'ultima per poi migrare sul satellite Hot Bird 6 di Eutelsat.
Dal canale 877 del bouquet di Sky Italia GBR Sat riproponeva una selezione scelta di programmi delle due emittenti sorelle.
Il 24 dicembre 2013 la stazione cessò le trasmissioni; pochi mesi più tardi Sidis Vision mise in liquidazione anche T9.
Nel 2015 il regista indipendente romano Luca Rea realizzò Liberi tutti, film-documentario sugli albori dell'emittenza televisiva privata in Italia; l'incipit di tale opera cita le summenzionate lezioni di hatha yoga trasmesse da GBR, emittente cui nel prosieguo del documentario viene reso omaggio con nove minuti di filmato di Alfano e Leccese sul ritrovamento di Aldo Moro.
Liberi tutti fu presentato alla decima Festa del Cinema di Roma.